# Big Mama Thornton
Big Mama Thornton (ur. 11 grudnia 1926  w Ariton, zm. 25 lipca 1984 w Los Angeles) – amerykańska wokalistka i kompozytorka bluesowa. Thornton zmarła w wieku 57 lat z powodu ataku serca.
Znana z hitu Hound Dog, który nagrał Elvis Presley, oraz Ball and Chain, który nagrała między innymi również Janis Joplin. Utwór Hound Dog w wykonaniu Thornton sprzedał się w 500 000 kopii, utrzymując się 14 tygodni na amerykańskiej liście przebojów R&B, z czego 7 tygodni na miejscu 1.  W 2024 wprowadzona pośmiertnie do Rock and Roll Hall of Fame.